# Dienstgrade der gambischen Streitkräfte
Dieser Artikel behandelt die Dienstgradabzeichen der gambischen Streitkräfte der Gegenwart.

## Dienstgrade

### Heer (Gambia National Army)
| Schulterklappe    |                 |         |                    |               |                   |         |                    |       |           |                  |                   |       |  |  |  |  |  |  |  |  |  |  |  |  |
| Dienstgrad        | kein Äquivalent | General | Generalleutnant    | Generalmajor  | Brigadegeneral    | Oberst  | Oberstleutnant     | Major | Hauptmann | Leutnant         | Unterleutnant     |       |  |  |  |  |  |  |  |  |  |  |  |  |
| Engl. Bezeichnung |                 | General | Lieutenant general | Major general | Brigadier general | Colonel | Lieutenant colonel | Major | Captain   | First lieutenant | Second lieutenant |       |  |  |  |  |  |  |  |  |  |  |  |  |
| NATO-Rangcode     | OF-10           | OF-9    | OF-8               | OF-7          | OF-6              | OF-5    | OF-4               | OF-3  | OF-2      | OF-1             | OF-1              | OF(D) |  |  |  |  |  |  |  |  |  |  |  |  |

| Unteroffiziere    | Unteroffiziere                                   | Unteroffiziere                                   | Unteroffiziere                                   | Unteroffiziere                                   | Unteroffiziere | Unteroffiziere | Unteroffiziere | Mannschaften   | Mannschaften   |
| Dienstgradgruppe  | Fachdienstoffizier mit Dienstgrad unter Leutnant | Fachdienstoffizier mit Dienstgrad unter Leutnant | Fachdienstoffizier mit Dienstgrad unter Leutnant | Fachdienstoffizier mit Dienstgrad unter Leutnant | Unteroffiziere | Unteroffiziere | Unteroffiziere | Mannschaften   | Mannschaften   |
| ----------------- | ------------------------------------------------ | ------------------------------------------------ | ------------------------------------------------ | ------------------------------------------------ | -------------- | -------------- | -------------- | -------------- | -------------- |
| Schulterklappe    |                                                  |                                                  |                                                  |                                                  | kein Abzeichen |                |                | kein Abzeichen | kein Abzeichen |
| Dienstgrad        | Warrant officer class 1                          | Warrant officer class 2                          | Staff Sergeant                                   | Sergeant                                         |                | Korporal       | Lance Corporal |                | Private        |
| Engl. Bezeichnung | Warrant officer class 1                          | Warrant officer class 2                          | Staff sergeant                                   | Sergeant                                         |                | Coporal        | Lance corporal |                | Private        |
| NATO-Rangcode     | OR-9                                             | OR-8                                             | OR-7                                             | OR-6                                             | OR-5           | OR-4           | OR-3           | OR-2           | OR-1           |

### Marine (Gambia Navy)
| Offiziere         | Offiziere       | Offiziere       | Offiziere    | Offiziere     | Offiziere         | Offiziere       | Offiziere        | Offiziere            | Offiziere              | Offiziere                 | Offiziere              | Offiziere        |
| Dienstgradgruppe  | Generale        | Generale        | Generale     | Generale      | Generale          | Stabsoffiziere  | Stabsoffiziere   | Stabsoffiziere       | Hauptleute / Leutnante | Hauptleute / Leutnante    | Hauptleute / Leutnante | Offizieranwärter |
| ----------------- | --------------- | --------------- | ------------ | ------------- | ----------------- | --------------- | ---------------- | -------------------- | ---------------------- | ------------------------- | ---------------------- | ---------------- |
| Schulterklappe    |                 |                 |              |               |                   |                 |                  |                      |                        |                           |                        |                  |
| Dienstgrad        | kein Äquivalent | kein Äquivalent | Vizeadmiral  | Konteradmiral | Flottillenadmiral | Kapitän zur See | Fregattenkapitän | Korvettenkapitän     | Kapitänleutnant        | Leutnant                  | Unterleutnant          | Midshipman       |
| Engl. Bezeichnung |                 |                 | Vice admiral | Rear admiral  | Commodore         | Captain         | Commander        | Lieutenant commander | Lieutenant             | Lieutenant (junior grade) | Sub-Lieutenant         | Midshipman       |
| NATO-Rangcode     | OF-10           | OF-9            | OF-8         | OF-7          | OF-6              | OF-5            | OF-4             | OF-3                 | OF-2                   | OF-1                      | OF-1                   | OF(D)            |